# Weißbrustkleiber
Der Weißbrustkleiber (Sitta carolinensis) oder Carolinakleiber ist eine amerikanische Singvogelart.

## Merkmale
Der 15 Zentimeter lange Weißbrustkleiber ist eine relativ große Kleiberart mit blaugrauer Oberseite, weißem Gesicht, heller Unterseite und dunklem Schwanz. Während die Haube beim Männchen schwarz ist, ist sie beim Weibchen grau. Der lange Schnabel ist leicht nach oben gebogen. Die Flügel und der Schwanz sind kurz und die kurzen Beine haben lange Zehen.
Der Ruf besteht aus einer Folge leiser, nasaler Pfeiftöne.

## Vorkommen
Der Standvogel lebt vom südlichen Kanada bis nach Mexiko in alten Laub- und Mischwäldern sowie in Parks und Gärten mit hohen Bäumen.

## Verhalten
Der neugierige und lebhafte Vogel läuft bei der Futtersuche Baumstämme hinauf und kopfüber hinunter. Zur Nahrung gehören Früchte, Insekten und andere Wirbellose. Samen und Nüsse werden in Spalten in der Borke geklemmt und mit dem Schnabel aufgehämmert.
Nach der Brutzeit bleiben die Paare noch zusammen oder schließen sich Meisenschwärmen an, vermutlich um besseren Schutz vor Feinden zu finden.

## Fortpflanzung
Der Weißbrustkleiber ist ein Höhlenbrüter, der eine alte Spechthöhle oder einen Nistkasten mit Borke, Blättern, Gras oder Tierhaaren auspolstert. Das Weibchen brütet bis zu neun Eier allein aus.

## Unterarten
Es sind sieben Unterarten bekannt:
- S. c. carolinensis Latham, 1790 – Die Nominatform kommt in Zentral- und Ostkanada, sowie im zentralen und östlichen Teil der USA vor.
- S. c. aculeata Cassin, 1856 – Diese Subspezies kommt an den Pazifikhängen im Westen der USA vor.
- S. c. alexandrae Grinnell, 1926 – Diese Unterart ist im Norden Niederkaliforniens verbreitet.
- S. c. tenuissima Grinnell, 1918 – Diese Unterart kommt an den Osthängen und dem Binnenland des Westens der USA vor.
- S. c. nelsoni Mearns, 1902 – Diese Unterart ist im westlich zentralen und südlich zentralen Teil der USA, sowie im Norden Mexikos verbreitet.
- S. c. mexicana Nelson & Palmer, TS, 1894 – Diese Subspezies kommt im West-, Zentral-, Ost- und Südmexiko vor.
- S. c. lagunae Brewster, 1891 – Die Unterart kommt im südlichen Niederkalifornien vor.